# Амбелия (дем Янина)
Амбелия или Водивища (на гръцки: Αμπελιά, катаревуса Αμπελεία, до 1928 година Βοντίβιστα или Βωτίβιστα, Водивиста) е село в Северозападна Гърция, дем Янина, област Епир. Според преброяването от 2001 година населението му е 289 души.

## География
Селото е разположено в Янинската котловина на 10 километра южно от град Янина.